# Taison
Taison Barcellos Freda meglio noto come Taison (Pelotas, 13 gennaio 1988) è un calciatore brasiliano, attaccante o ala del PAOK.

## Caratteristiche tecniche
Gioca prevalentemente come ala sinistra, ma può agire anche sulla fascia opposta; è molto veloce e bravo tecnicamente, nonché dotato di un ottimo dribbling.

## Carriera

### Club
Taison ha iniziato la sua carriera calcistica professionistica con il club brasiliano dell'Internacional.
Dopo aver fatto il suo debutto in prima squadra, nell'agosto del 2010, vince il suo primo titolo importante battendo nella finale di Copa Libertadores il Guadalajara.
Il 26 agosto 2010 si trasferisce agli ucraini del Metalist, per circa 6 milioni di euro.
L'8 novembre 2012 nella quarta partita della fase a gironi di Europa League, segna una rete straordinaria nella partita contro il Rosenborg.
L'11 gennaio 2013 passa allo Šachtar Donec'k che paga la clausola rescissoria di 15 milioni di euro ai connazionali del Metalist Kharkiv.
Ha militato nello Šachtar per 8 anni, in cui è stato uno dei pilastri della squadra, lasciando il club il 16 aprile 2021 per tornare in patria all'Internacional.
Tornerà in Europa quasi due anni dopo per firmare coi greci del PAOK Salonicco.

### Nazionale
In un'intervista l'allenatore della nazionale di calcio dell'Ucraina Mychajlo Fomenko ha parlato di lui come di un possibile rinforzo. Il giocatore si è detto favorevole come confermato dal direttore del suo club Serhij Palkin.
Il 22 agosto 2016 viene tuttavia convocato per la prima volta dalla Seleção, poco dopo aver ricevuto una proposta da parte della Federazione ucraina di giocare in nazionale. L'esordio ufficiale con i verde-oro avviene il 6 settembre contro la Colombia dove entra al 86º al posto di Gabriel Jesus. Segna il primo gol in nazionale il 13 maggio 2017, in un'amichevole contro l'Australia.

## Statistiche

### Presenze e reti nei club
Statistiche aggiornate al 14 febbraio 2025.
| Stagione             | Squadra              | Campionato           | Campionato | Campionato | Coppe nazionali | Coppe nazionali | Coppe nazionali | Coppe continentali | Coppe continentali | Coppe continentali | Altre coppe | Altre coppe | Altre coppe | Totale | Totale |
| Stagione             | Squadra              | Comp                 | Pres       | Reti       | Comp            | Pres            | Reti            | Comp               | Pres               | Reti               | Comp        | Pres        | Reti        | Pres   | Reti   |
| -------------------- | -------------------- | -------------------- | ---------- | ---------- | --------------- | --------------- | --------------- | ------------------ | ------------------ | ------------------ | ----------- | ----------- | ----------- | ------ | ------ |
| 2008                 | Internacional        | PD/RS+A              | 0+30       | 2          | CB              | 0               | 0               | CS                 | 9                  | 0                  | -           | -           | -           | 39     | 2      |
| 2009                 | Internacional        | PD/RS+A              | 19+28      | 15+4       | CB              | 12              | 7               | CS                 | 2                  | 0                  | RS          | 2           | 0           | 63     | 26     |
| 2010                 | Internacional        | PD/RS+A              | 14+11      | 4+3        | -               | -               | -               | CL                 | 11                 | 0                  | Cmc         | 0           | 0           | 36     | 7      |
| 2010-2011            | Metalist             | PL                   | 21         | 8          | KU              | 0               | 0               | UEL                | 6                  | 1                  | -           | -           | -           | 27     | 9      |
| 2011-2012            | Metalist             | PL                   | 23         | 2          | KU              | 0               | 0               | UEL                | 13                 | 5                  | -           | -           | -           | 36     | 7      |
| 2012-gen. 2013       | Metalist             | PL                   | 13         | 3          | KU              | 1               | 0               | UEL                | 6                  | 1                  | -           | -           | -           | 20     | 4      |
| Totale Metalist      | Totale Metalist      | Totale Metalist      | 57         | 13         |                 | 1               | 0               |                    | 25                 | 7                  |             | -           | -           | 83     | 20     |
| feb.-giu. 2013       | Šachtar              | PL                   | 11         | 2          | KU              | 3               | 1               | UCL                | 2                  | 0                  | -           | -           | -           | 16     | 3      |
| 2013-2014            | Šachtar              | PL                   | 19         | 1          | KU              | 4               | 1               | UCL+UEL            | 6+2                | 1+0                | SU          | 1           | 1           | 32     | 4      |
| 2014-2015            | Šachtar              | PL                   | 21         | 4          | KU              | 6               | 0               | UCL                | 8                  | 0                  | SU          | 1           | 0           | 36     | 4      |
| 2015-2016            | Šachtar              | PL                   | 18         | 6          | KU              | 6               | 1               | UCL+UEL            | 9+8                | 0+1                | SU          | 1           | 0           | 42     | 8      |
| 2016-2017            | Šachtar              | PL                   | 24         | 5          | KU              | 3               | 1               | UCL+UEL            | 2+10               | 0+4                | SU          | 1           | 0           | 40     | 10     |
| 2017-2018            | Šachtar              | PL                   | 24         | 4          | KU              | 3               | 2               | UCL                | 8                  | 1                  | SU          | 1           | 0           | 36     | 7      |
| 2018-2019            | Šachtar              | PL                   | 25         | 3          | KU              | 3               | 0               | UCL+UEL            | 5+2                | 2+1                | -           | -           | -           | 35     | 6      |
| 2019-2020            | Šachtar              | PL                   | 25         | 10         | KU              | 1               | 0               | UCL+UEL            | 5+6                | 0+1                | SU          | 1           | 0           | 38     | 11     |
| 2020-2021            | Šachtar              | PL                   | 15         | 2          | KU              | 1               | 0               | UCL+UEL            | 4+3                | 0                  | SU          | 1           | 0           | 24     | 2      |
| Totale Šachtar       | Totale Šachtar       | Totale Šachtar       | 182        | 37         |                 | 30              | 6               |                    | 80                 | 11                 |             | 7           | 1           | 299    | 55     |
| 2021                 | Internacional        | A                    | 22         | 4          | CB              | 0               | 0               | CL                 | 5                  | 0                  | -           | -           | -           | 27     | 4      |
| 2022                 | Internacional        | PD/RS+A              | 9+20       | 3+1        | -               | -               | -               | CS                 | 5                  | 0                  | -           | -           | -           | 34     | 4      |
| Totale Internacional | Totale Internacional | Totale Internacional | 42+111     | 22+14      |                 | 12              | 7               |                    | 32                 | 0                  |             | 2           | 0           | 199    | 43     |
| gen.-giu. 2023       | PAOK                 | SLE                  | 14         | 1          | KE              | 5               | 1               | -                  | -                  | -                  | -           | -           | -           | 19     | 2      |
| 2023-2024            | PAOK                 | SLE                  | 29         | 5          | KE              | 5               | 0               | UECL               | 16                 | 3                  | -           | -           | -           | 50     | 8      |
| 2024-2025            | PAOK                 | SLE                  | 17         | 1          | KE              | 3               | 1               | UCL+UEL            | 4+10               | 2+2                | -           | -           | -           | 34     | 6      |
| Totale PAOK          | Totale PAOK          | Totale PAOK          | 60         | 7          |                 | 13              | 2               |                    | 30                 | 7                  |             | -           | -           | 103    | 16     |
| Totale carriera      | Totale carriera      | Totale carriera      | 447        | 93         |                 | 55              | 15              |                    | 164                | 25                 |             | 9           | 1           | 675    | 134    |

### Cronologia presenze e reti in nazionale
| Cronologia completa delle presenze e delle reti in nazionale ― Brasile | Cronologia completa delle presenze e delle reti in nazionale ― Brasile | Cronologia completa delle presenze e delle reti in nazionale ― Brasile | Cronologia completa delle presenze e delle reti in nazionale ― Brasile | Cronologia completa delle presenze e delle reti in nazionale ― Brasile | Cronologia completa delle presenze e delle reti in nazionale ― Brasile | Cronologia completa delle presenze e delle reti in nazionale ― Brasile | Cronologia completa delle presenze e delle reti in nazionale ― Brasile |
| Data                                                                   | Città                                                                  | In casa                                                                | Risultato                                                              | Ospiti                                                                 | Competizione                                                           | Reti                                                                   | Note                                                                   |
| ---------------------------------------------------------------------- | ---------------------------------------------------------------------- | ---------------------------------------------------------------------- | ---------------------------------------------------------------------- | ---------------------------------------------------------------------- | ---------------------------------------------------------------------- | ---------------------------------------------------------------------- | ---------------------------------------------------------------------- |
| 6-9-2016                                                               | Manaus                                                                 | Brasile                                                                | 2 – 1                                                                  | Colombia                                                               | Qual. Mondiali 2018                                                    | -                                                                      | 86’                                                                    |
| 11-10-2016                                                             | Mérida                                                                 | Venezuela                                                              | 0 – 2                                                                  | Brasile                                                                | Qual. Mondiali 2018                                                    | -                                                                      | 89’                                                                    |
| 9-6-2017                                                               | Melbourne                                                              | Brasile                                                                | 0 – 1                                                                  | Argentina                                                              | Amichevole                                                             | -                                                                      | 90+2’                                                                  |
| 13-6-2017                                                              | Melbourne                                                              | Australia                                                              | 0 – 4                                                                  | Brasile                                                                | Amichevole                                                             | 1                                                                      | 58’                                                                    |
| 10-11-2017                                                             | Lilla                                                                  | Giappone                                                               | 1 – 3                                                                  | Brasile                                                                | Amichevole                                                             | -                                                                      | 71’                                                                    |
| 23-3-2018                                                              | Mosca                                                                  | Russia                                                                 | 0 – 3                                                                  | Brasile                                                                | Amichevole                                                             | -                                                                      | 79’                                                                    |
| 3-6-2018                                                               | Liverpool                                                              | Brasile                                                                | 2 – 0                                                                  | Croazia                                                                | Amichevole                                                             | -                                                                      | 82’                                                                    |
| 10-6-2018                                                              | Vienna                                                                 | Austria                                                                | 0 – 3                                                                  | Brasile                                                                | Amichevole                                                             | -                                                                      | 76’                                                                    |
| Totale                                                                 |                                                                        | Presenze                                                               | 8                                                                      |                                                                        | Reti                                                                   | 1                                                                      |                                                                        |

## Palmarès

### Club

#### Competizioni statali
- Campionato Gaúcho: 2

Internacional: 2008, 2009
- Copa FGF: 2

Internacional: 2009, 2010

#### Competizioni nazionali
- Campionato ucraino: 6

Šachtar: 2012-2013, 2013-2014, 2016-2017, 2017-2018, 2018-2019, 2019-2020
- Coppa d'Ucraina: 5

Šachtar: 2012-2013, 2015-2016, 2016-2017, 2017-2018, 2018-2019
- Supercoppa d'Ucraina: 4

Šachtar: 2013, 2014, 2015, 2017
- Campionato greco: 1

PAOK: 2023-2024

#### Competizioni internazionali
- Recopa Sudamericana: 1

Internacional: 2007
- Coppa Sudamericana: 1

Internacional: 2008
- Coppa Suruga Bank: 1

Internacional: 2009
- Coppa Libertadores: 1

Internacional: 2010

### Individuale
- Miglior giocatore del Campionato Gaúcho: 1

2009
- Capocannoniere del Campionato Gaúcho: 1

2009 (15 gol)
- Capocannoniere della Coppa del Brasile: 1

2009 (7 gol)
- Miglior giocatore del Campionato ucraino: 1

2019-2020
- Squadra della stagione della UEFA Europa League: 1

2019-20